# ستيفن توماس
ستيفن توماس (بالإنجليزية: Stephen Thomas)‏ هو ضابط وسياسي أمريكي، ولد في 6 ديسمبر 1809 في بيثيل في الولايات المتحدة، وتوفي في 18 ديسمبر 1903 في مونبلييه في الولايات المتحدة. حزبياً، نشط في الحزب الجمهوري. وقد انتخب عضو مجلس نواب فيرمونت.